# ポール・フィックス (俳優)
ポール・フィックス（Paul Fix、1901年3月13日 - 1983年10月14日）は、アメリカ合衆国の俳優。

## 出演作品
- 巌窟王
- バターンを奪回せよ（ビンドル・ジャクソン）
- エル・ドラド (1966年の映画)
- エルダー兄弟
- ネバダ・スミス
- 拳銃の町
- テキサス大強盗団
- ハチェット牧場の対決